# Rachicerus obscuripennis
Rachicerus obscuripennis is een vliegensoort uit de familie van de houtvliegen (Xylophagidae). De wetenschappelijke naam van de soort is voor het eerst geldig gepubliceerd in 1863 door Loew.